# Центральне керівництво внутрішнього опору (Чеський антинацистський опір)
 Центральне керівництво внутрішнього опору (Чеський антинацистський опір) (чеськ. Ústřední vedení odboje domácího (ÚVOD)) — центральний орган антинацистського опору (використовується  також назва Другий опір) в Протектораті Богемії та Моравії. Був створений як організація для проведення найважливіших операцій опору на території протекторату під час Другої світової війни.

## Заснування
Організація була заснована на початку 1940 року членами трьох найважливіших некомуністичних організацій опору — Захист нації (чеськ. Obrana národa), Комітетом петицій «Залишимося вірними» (чеськ. Petiční výbor Věrni zůstaneme) та Політичним штабом (чеськ. Politické ústředí). Кожна з цих організацій мала по 2 делегати. Комуністичні організації опору не діяли до нападу Третього Рейху на Радянський Союз у червні 1941 року.

## Діяльність

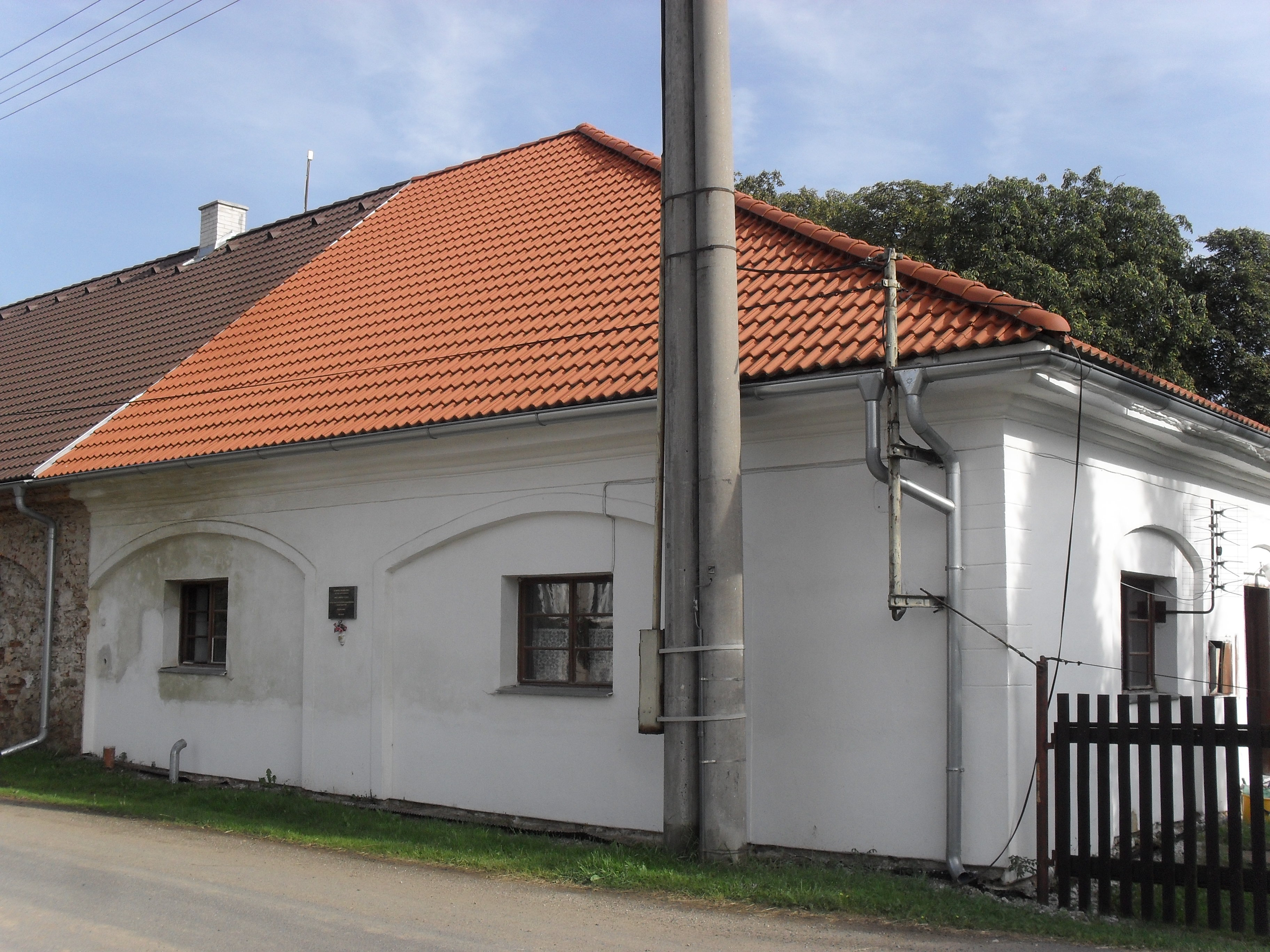
Осельце- будинок членів центрального антинацистського опору

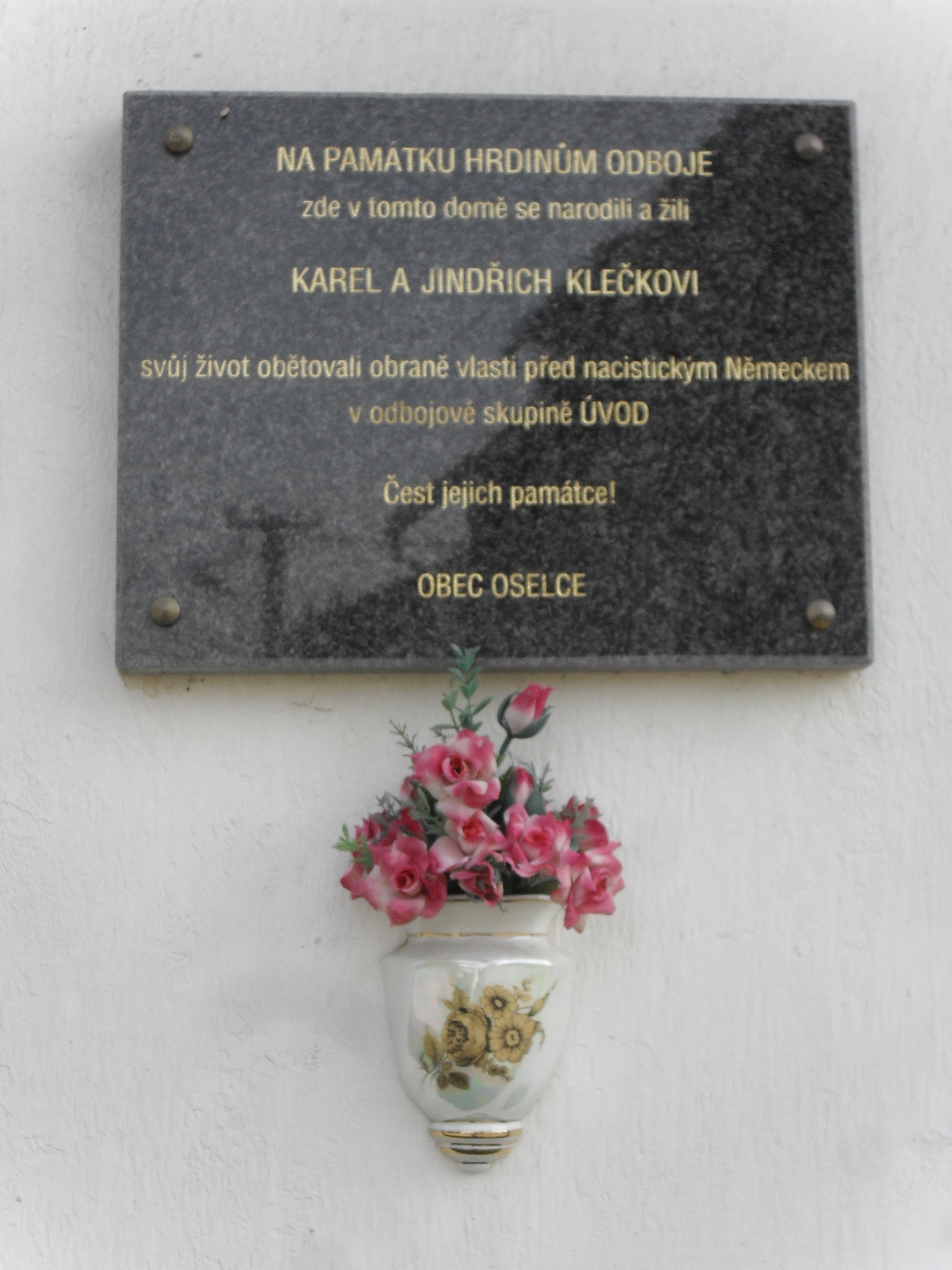
Пам'ятна дошка на будинку Центрального керівництва внутрішнього опору в Осельце, Чехія

Головним завданням організації була координація діяльності опору на території протекторату. У 1940—1941 роках проводив широку розвідувальну діяльність через свої агентурні мережі, результати якої передавались командуванню підрозділів союзників; спочатку на Заході, потім і в СРСР. Для цієї діяльності Центральне керівництво внутрішнього опору підтримувло регулярний радіозв'язок з урядом у вигнанні в Лондоні, від якого опір отримував інструкції та водночас забезпечував зв'язок між урядом у вигнанні та деякими представниками уряду протекторату, а також опосередковано з президентом Емілем Гахою.
У вересні 1941 р. UVOD разом з ІI нелегальним центральним керівництвом комуністичної партії Чехословаччини створило Центральний національно-революційний комітет (чеськ. Ústřední národní revoluční výbor (ÚNRV)) як об'єднаний орган комуністичного та некомуністичного опору.

## Ліквідація
Склад ÚVOD постійно змінювався, оскільки окремих його членів арештовували німецькі органи безпеки. Ситуація ще більше погіршилася з приходом Рейнхарда Гейдріха на посаду виконуючого обов'язки рейхпротектора. 3 лютого 1943 р. був заарештований останній представник організації Володимир Країна.

## Пам'ять

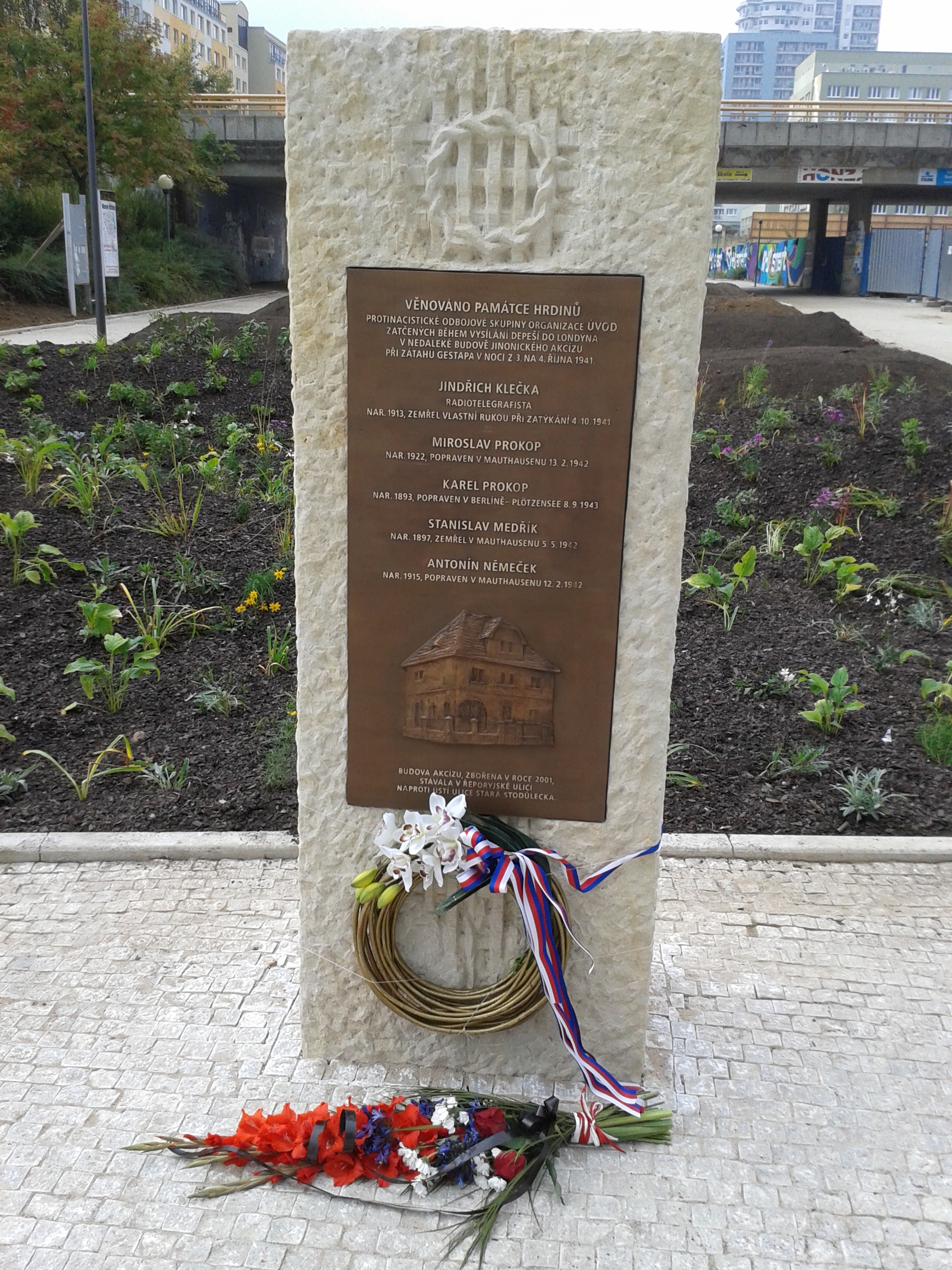
Меморіальна дошка організації

Пам'ятник організації було закладено 3 жовтня 2014 року в празькому районі Їноніце, який знаходиться на південний захід від центру Праги, на лівому березі Влтави. Створений пам'ятник скульптором Міланом Вахою у вигляді бронзової меморіальної дошки в пам'ять про трагічні події рейду гестапо у Їноніце у ніч з 3 на 4 жовтня 1941 року . На меморіальній дошці написано імена п'яти борців опору — героїв антинацистської групи опору UVOD, які з січня 1941 р . до початку жовтня 1941 р. відправили до Лондона близько 8,5 тис. шифрованих радіоповідомлень. На новій меморіальній дошці (крім імен учасників руху опору) є також рельєф на сьогодні вже неіснуючої будівлі, з якої до фатальної ночі нелегально надсилали радіоповідомлення.

На меморіальній дошці розміщений наступний напис:
|  | Присвячується пам'яті героїв групи антинацистського опору організації ÚVOD, які були заарештовані під час передачі радіоповідомлення до Лондона в сусідній будівлі акцизної контори Їноніц під час рейду гестапо в ніч з 3 на 4 жовтня 1941 р. КЛЕЧКА ЇНДРІХ, радіотелеграфіст, нар 1913, загинув від власної руки під час арешту 04.10.1941 МИРОСЛАВ ПРОКОП нар 1922, розстріляний у Маутхаузені 13.02.1942 КАРЕЛ ПРОКОП нар 1893 р., розстріляний у Берлін-Плетцензе 8 вересня 1943 р. СТАНІСЛАВ МЕДЖИК нар 1897, загинув у Маутгаузені 5.5.1942 АНТОНІН НЕМАЧЕК нар. 1915, розстріляний у Маутхаузені 12.02.1942 — пам'ятник борцям опору ÚVOD (Прага 2014) Оригінальний текст (чес.) Věnováno památce hrdinů protinacistické odbojové skupiny organizace ÚVOD, zatčených během vysílání depeší do Londýna v nedaleké budově jinonického akcízu při zátahu gestapa v noci z 3. na 4. října 1941. JINDŘICH KLEČKA radiotelegrafista nar. 1913, zemřel vlastní rukou při zatýkání 4. 10. 1941 MIROSLAV PROKOP nar. 1922, popraven v Mauthausenu 13. 2. 1942 KAREL PROKOP nar. 1893, popraven v Berlíně-Plötzensee 8. 9. 1943 STANISLAV MEDŘÍK nar. 1897, zemřel v Mauthausenu 5. 5. 1942 ANTONÍN NĚMEČEK nar. 1915, popraven v Mauthausenu 12. 2. 1942 |